# Ctenotus lancelini
Ctenotus lancelini је гмизавац из реда Squamata и фамилије Scincidae.

## Угроженост
Ова врста се сматра рањивом у погледу угрожености врсте од изумирања.

## Распрострањење
Ареал врсте је ограничен на једну државу. 
Аустралија је једино познато природно станиште врсте.